# Саркіс Дмитро Маркович
Саркіс Дмитро Маркович (нар. 21 березня 1982, Полтава) — український футболіст, півзахисник. По завершенні ігрової кар'єри — тренер.

## Біографія
Вихованець полтавської ДЮСШ ім. І. Горпинка і місцевого футбольного клубу «Ворскли» (Полтава). З 1999 року став виступати за резервну команду у Другій лізі, де провів 62 гри і забив 9 голів. За першу команду дебютував 9 вересня 2002 року у матчі Вищої ліги проти «Таврії» (Сімферополь), вийшовши в основному складі, і на 76 хвилині був замінений на Віталія Кобзаря. Всього у сезоні 2001/02 зіграв за основну команду три гри чемпіонату і дві у кубку.
У 2002—2003 роках грав за аматорський «Ніжин», після чого повернувся у професіональний футбол і у сезоні 2003/04 грав спочатку за друголіговий «Севастополь», а потім першолігове «Полісся» (Житомир). Згодом знову грав за «Ніжин», з яким став чемпіоном Чернігівської області у 2004 році.
У другій половині 2005 року грав за друголігову «Олександрію», а потім повернувся до аматорського рівня і почав виступати за «Велику Багачку», з якої двічі поспіль став чемпіоном Полтавської області у 2006 та 2007 роках.
Влітку 2007 року став гравцем друголігової «Ниви» (Тернопіль), де провів два сезони, а потім недовго виступав за іншу команду цього дивізіону «Сталь» (Дніпродзержинськ).
У 2010—2012 роках грав за закарпатський «Берегвідейк», з якою двічі виграв чемпіонат області, а також став володарем Кубка України серед аматорів 2010 року.
Надалі грав на аматорському рівні за клуби «Нове Життя» (Андріївка), «Олімпія» (Савинці), «Металург» (Калинівка), «Юність» (Кодаки) та «Поляна».
З вересня 2023 року — старший тренер ЦСКА (Київ).